# Josep Espar Moya
Josep Espar Moya (geboren am 19. Mai 1976 in Barcelona) ist ein spanischer Handballtrainer und ehemaliger Handballspieler, der auf der Spielposition Außenspieler (links und rechts) eingesetzt wurde.

## Handballspieler
Josep Espar spielte selbst Handball, zunächst ab der Jugend beim FC Barcelona, mit dem er zwischen 1996 und 2000 in vier Spielzeiten die EHF Champions League gewann. Anschließend war er zwei Saisons bei Club Balonmano Altea und eine Saison bei Algeciras Balonmano aktiv.

## Handballtrainer
Er ist seit seiner Volljährigkeit als Handballtrainer in allen Kategorien tätig.
Zu seinen Trainertätigkeiten gehörte die Zeit bei OAR Gràcia Sabadell und, ab 2011, bei Unió Esportiva Sarrià in Sarrià de Ter. Er war ab Februar 2016 Co-Trainer von MVM Veszprém, sein Vertrag lief bis Juni 2017. Von 2018 bis 2021 war Espar Assistenztrainer von Xavi Sabaté bei Orlen Wisła Płock.
Espar ist auch als Assistenztrainer von Xavi Sabaté für die tschechische Männer-Handballnationalmannschaft aktiv.

## Privates
Josep Espar Moya ist ein jüngerer Bruder von Francesc Espar Moya. Er ist verheiratet und Vater zweier Kinder. Er ist Arzt und hat eines Master-Abschluss in Sportpsychologie.
Er war technischer Direktor der Federació Catalana d'Handbol (katalanischer Handballverband), Leiter der technischen Schule des katalanischen Handballverbandes und Nachwuchstrainer am Centre d'Alta Tecnificació en Handbol de la FCH des Centre Català de Tecnificació Esportiva Esplugues-Blume.